# Lalele (cântec)
Lalele este un cântec compus de Temistocle Popa interpretat de artistul român Luigi Ionescu. Acesta a fost un șlagăr. Fusese realizat sub forma unui vals lent pentru un spectacol al Teatrului de Revistă „Constantin Tănase” și se numea „Gagarin”, în cinstea primului om care ajunsese în spațiul cosmic. „Piesa s-a cântat într-un spectacol-concert, dar fără succes. Luigi Ionescu, cel care era un interpret foarte apreciat de public, ieșea din scenă cu mai puține aplauze decât a intrat”, ne povestește Aurel Storin, pe atunci, secretar literar la „Constantin Tănase”. 

## Versuri
- textul de Aurel Storin[1]
- muzica de Temistocle Popa

Lalele, lalele
Frumoasele mele lalele, 
Cât îndrăgesc aceste flori
Cu chipul în multe culori! 
Lalele, lalele, 
Sfioasele mele lalele, 
Ei îi vorbiți în locul meu
Și-i spuneți ce-aș vrea să-i spun eu. 
Speranțe ați trezit în orice îndrăgostit
Și-n lume câte graiuri petalele-au vorbit, 
Iar roșu-nflăcărat ce-n gură vi l-au dat
În clipa când v-au sărutat. 
Lalele, lalele
Frumoase ca visele mele, 
Suntem uniți și fericiți, 
Lalele, lalele înfloriți! 
Lalele, lalele
Frumoasele mele lalele, 
Cât îndrăgesc aceste flori
Cu chipul în multe culori! 
Lalele, lalele, 
Sfioasele mele lalele, 
Ei îi vorbiți în locul meu
Și-i spuneți ce-aș vrea să-i spun eu
Speranțe ați trezit în orice îndrăgostit
Și-n lume câte graiuri petalele-au vorbit, 
Iar roșu-nflăcărat ce-n gură vi l-au dat
În clipa când v-au sărutat. 
Lalele, lalele
Frumoase ca visele mele, 
Suntem uniți și fericiți, 
Lalele, lalele înfloriți, 
Lalele, lalele înfloriți!